# Mehdi Ballouchy
Pour les articles homonymes, voir Mehdi.
Mehdi Ballouchy est un footballeur marocain né le 6 avril 1983 à Mohammédia. Il jouait au poste de milieu de terrain en MLS pendant toute sa carrière. Il possède également la nationalité américaine.

## Biographie
Mehdi Ballouchy a été formé au SCC Mohammédia. Il n'a jamais évolué dans un club marocain autre que le SCC Mohammédia, même s'il a eu des contacts avec le club de FAR de Rabat. Lorsque sa famille émigre aux États-Unis, il fait le choix de les suivre et de privilégier le sport-études plutôt que d'intégrer un centre de formation en Europe. Il se fait remarquer dans le sport universitaire et est alors repêché en 2006 par le Real Salt Lake. Dès sa première année, il est nommé parmi les meilleurs jeunes de la MLS, rejoignant ainsi les Rapids du Colorado puis les Red Bulls de New York où il côtoie Thierry Henry et Rafael Marquez. En 2010, il est sélectionné dans l'équipe-type de la Conférence Ouest.
En fin de contrat avec les Earthquakes de San José, il est recruté via le système de repêchage de la MLS par les Whitecaps de Vancouver le 18 décembre 2013. En 2015, il s'engage avec la nouvelle franchise du New York City FC. Après deux longues blessures ligamentaires et la perte de son père, il revit à New York après n'avoir disputé que 16 rencontres sur les deux dernières saisons. Pourtant, de nouvelles blessures et une forte concurrence l'empêche de retenir une place de titulaire au sein de sa formation. Et après une saison 2016 conclut par seulement cinq apparitions, il décide de mettre un terme à sa carrière professionnelle.

## Sélection nationale
Mehdi Ballouchy a été international marocain des moins de 17 ans.